# Morpho zephyritis
Morpho zephyritis är en fjärilsart som beskrevs av Butler. Morpho zephyritis ingår i släktet Morpho och familjen praktfjärilar. Inga underarter finns listade i Catalogue of Life.

## Bildgalleri

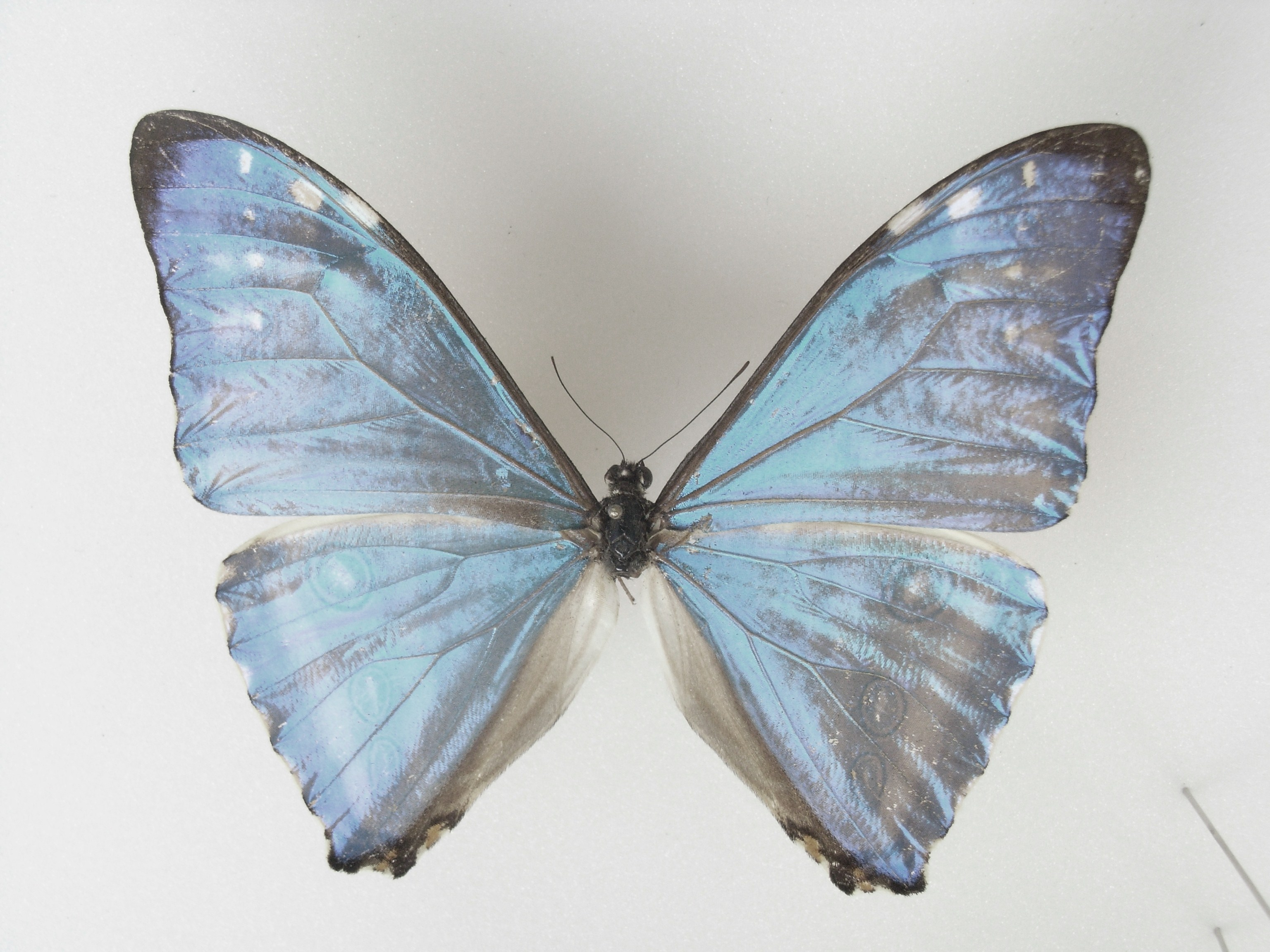
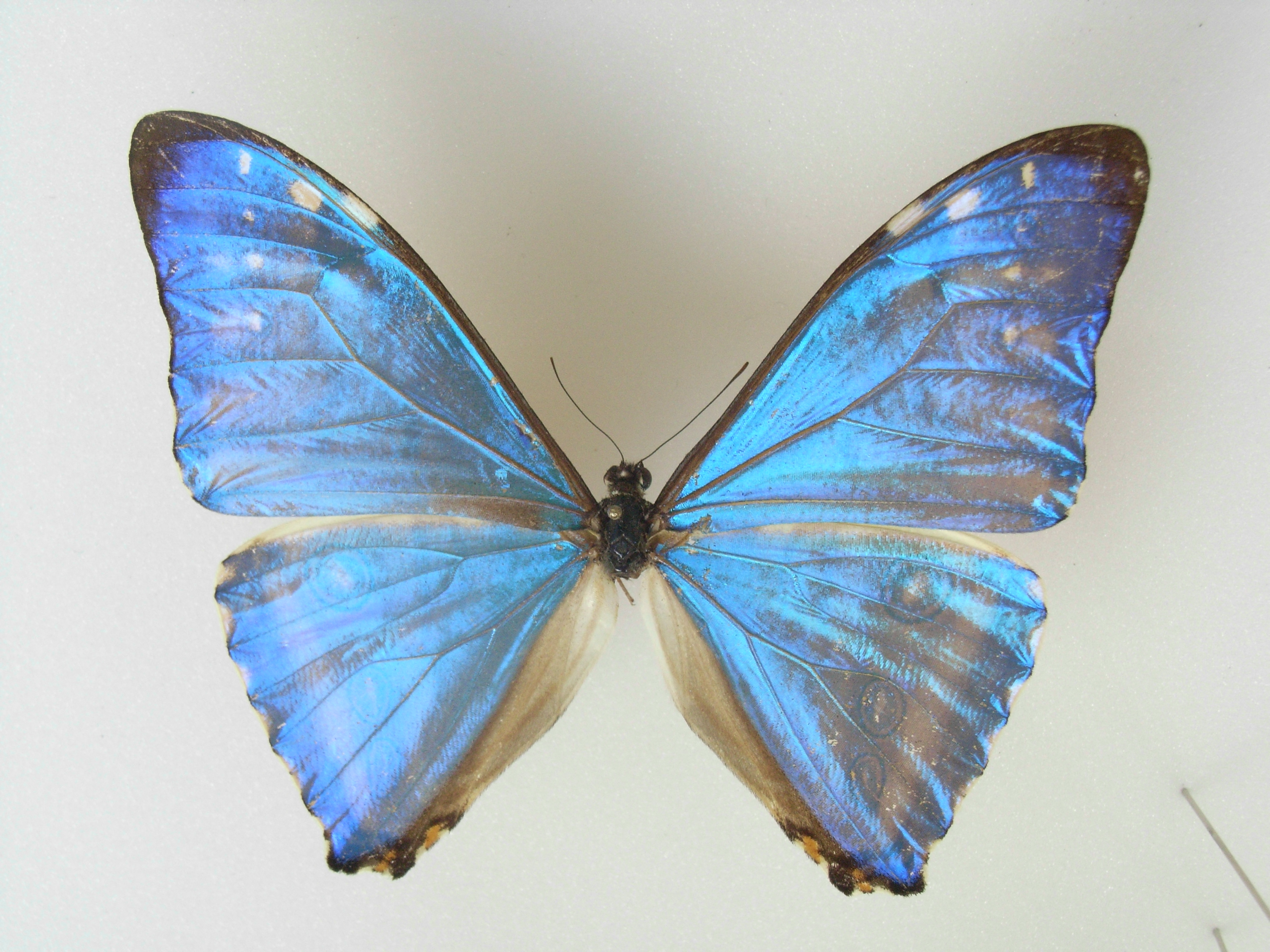
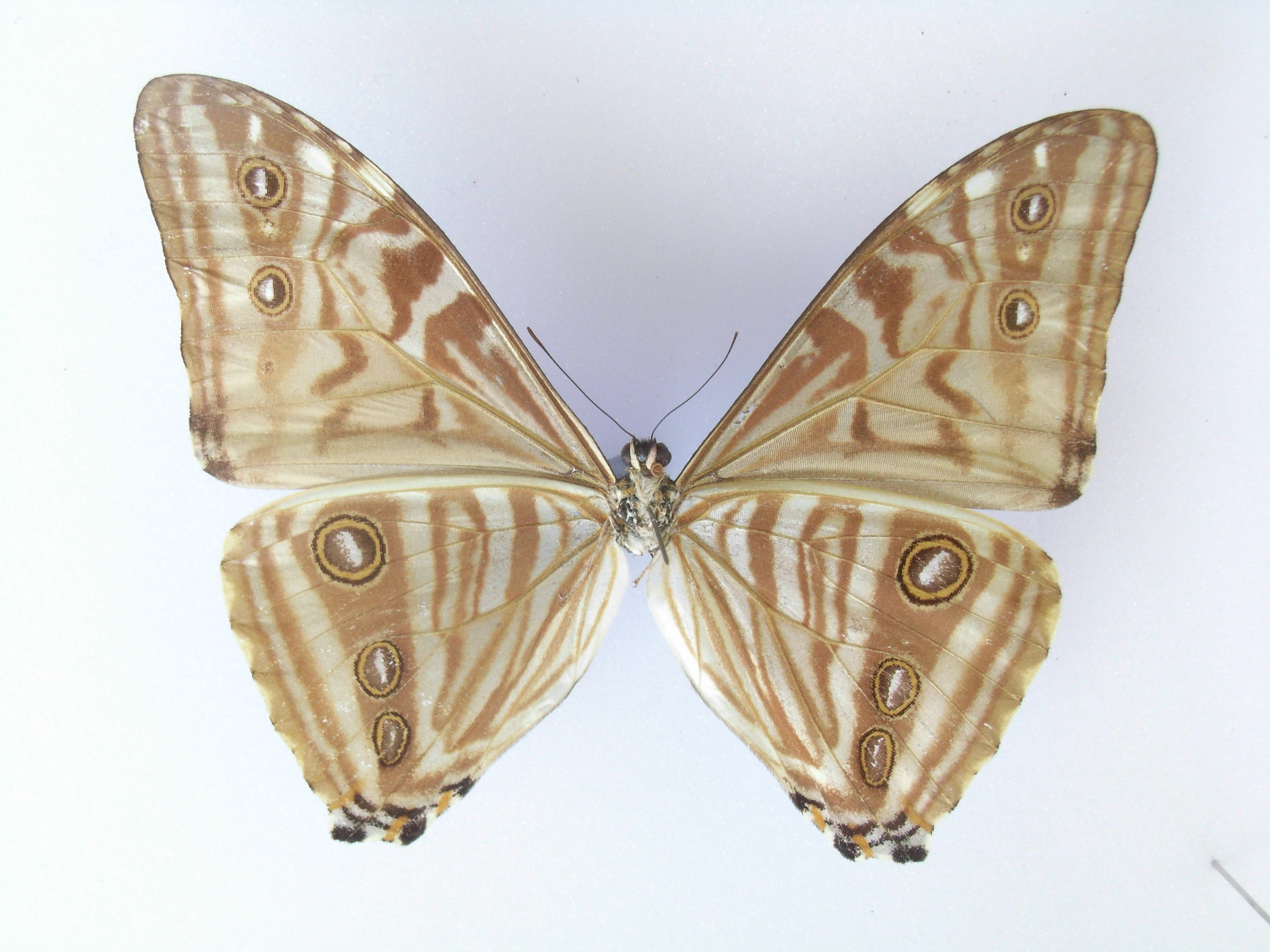